# Dalla mia finestra: Guardando te
Dalla mia finestra: Guardando te (A través de tu mirada) è un film del 2024 diretto da Marçal Forés.
Il soggetto è tratto dal romanzo di Ariana Godoy. Il film è il sequel di Dalla mia finestra: Al di là del mare (2023) che a sua volta segue Dalla mia finestra (A través de mi ventana) del 2022.

## Trama
È passato molto tempo da quando Raquel (Clara Galle) e Ares (Julio Peña Fernández) hanno smesso di essere fidanzati. Adesso torna a casa per Natale e il ricongiungimento tra i due non si fa attendere. Potrebbero salutarsi cordialmente e niente più, ma rivedersi risveglia in entrambi qualcosa di difficile da contenere: la tensione tra il dio greco e la strega è ancora intatta e presto farà saltare le vacanze di Natale.

## Distribuzione
Il film è stato distribuito sulla piattaforma Netflix il 23 febbraio 2024.